# Frank Cervell
Frank Rutger Cervell (* 22. Februar 1907 in Norrköping; † 3. September 1970 in Stockholm) war ein schwedischer Degenfechter.

## Erfolge
Frank Cervell wurde 1938 in Piešťany mit der Mannschaft Vizeweltmeister, nachdem er im Jahr zuvor in Paris mit ihr Bronze gewonnen hatte. Bei den Olympischen Spielen 1948 in London schied er in der Einzelkonkurrenz in der Viertelfinalrunde aus. Im Mannschaftswettbewerb erreichte er dagegen mit der schwedischen Equipe die Finalrunde, die er mit Per Carleson, Bengt Ljungquist, Carl Forssell, Sven Thofelt und Arne Tollbom hinter Frankreich und Italien auf dem Bronzerang beendete.